# حباك بروس
حباك بروس (الاسم العلمي: Ploceus preussi) نوع من الطيور الصغيرة من فصيلة الحباك، متوطن في الكاميرون، جمهورية أفريقيا الوسطى، جمهورية الكونغو، جمهورية الكونغو الديمقراطية، ساحل العاج، غينيا الاستوائية، الغابون، غانا، غينيا، ليبيريا وسيراليون.